# ENAD Polis Chrysochous
ENAD Polis Chrysochous FC (Grieks: Ενωση Ακάμα Δημητράκη Πόλης Χρυσοχούς) is een Cypriotische voetbalclub uit Polis. De club ontstond in 1994 uit de fusie van twee clubs, Akamas Polis Chrysochous en Demetrakis Argakas.
De club promoveerde in 2014 naar de B' Kategoria en bleef daar drie seizoenen voetballen. Na een negende en zevende plaats (telkens op veertien clubs) eindigde ENAD in het seizoen 2016/17 op de voorlaatste plaats, waardoor de club terug naar de C Kategoria moest.

## Bekende (oud-)spelers
- Cédric Ciza
- Dion Esajas
- Reangelo Manuel
- David Soladio
- Adreano van den Driest